# Jacques Santkin
Jacques Santkin (On, 28 december 1948 - Luik, 29 augustus 2001) was een Belgisch politicus voor de PS.

## Levensloop
Santkin promoveerde tot licentiaat in het bedrijfsbeheer aan de Universiteit van Luik. Hij werd ambtenaar en was van 1973 tot 1983 adjunct-inspecteur bij het ministerie van Sociale Voorzorg. Ook was hij van 1979 tot 1980 kabinetsattaché van staatssecretaris voor het Waals Gewest Bernard Anselme, van 1980 tot 1983 kabinetsadviseur van minister voor het Waals Gewest en minister-president van de Waalse Regering Jean-Maurice Dehousse en van 1983 tot 1984 adjunct-adviseur op het kabinet van Jean-Maurice Dehousse.
Van 1977 tot 1995 was hij voor de PS gemeenteraadslid van Marche-en-Famenne en van 1981 tot 1984 provincieraadslid vanLuxemburg. In 1984 werd hij lid van de Kamer van volksvertegenwoordigers voor het arrondissement Neufchâteau, wat hij bleef tot in 1995. Hij was tevens lid van de Waalse Gewestraad en van de Raad van de Franse Gemeenschap. In 1995 werd hij lid van het Waals Parlement en het Parlement van de Franse Gemeenschap en tevens afgevaardigd als gemeenschapssenator, tot in 1999. In 1999 werd hij gecoöpteerd senator, tot 2001. Daarna was hij van februari tot augustus 2001 lid van het Europees Parlement ter opvolging van Freddy Thielemans, die burgemeester van Brussel werd. Van 1988 tot 1994 was Santkin secretaris van de Waalse Gewestraad en van 1997 tot 1999 was hij PS-fractieleider in het Parlement van de Franse Gemeenschap.
Van 1994 tot 1995 was hij minister van Volksgezondheid, Maatschappelijke Integratie en Leefmilieu in de Regering-Dehaene I.
Verder was hij van 1984 tot 2001 ondervoorzitter van het Centre d’économie rurale - Marloie, van 1985 tot 1995 lid van de Raadgevende Interparlementaire Beneluxraad, van 1989 tot 1994 voorzitter van de Association intercommunale pour la valorisation de l'eau, van 1996 tot 2001 lid van de raad van bestuur van de Société publique d’administration des bâtiments scolaires in de provincie Luxemburg, van 1997 tot 2001 voorzitter van de raad van bestuur van de Fondation rurale de Wallonie en van 1999 tot 2001 ondervoorzitter van de Belgische delegatie naar de Parlementaire Assemblee van de Raad van Europa en de Assemblee van de West-Europese Unie.
Hij overleed in augustus 2001 op 52-jarige leeftijd aan de gevolgen van een verkeersongeval.